# بی قشلاق
بی قشلاق (به لاتین: Bəyqışlaq) یک منطقه مسکونی در جمهوری آذربایجان است که در شهرستان خاچماز واقع شده‌است.